# Unión Europea Occidental
La Unión Europea Occidental o UEO fue una organización de defensa europea formada por los Estados miembros de la Unión Europea y los miembros europeos de la Organización del Tratado del Atlántico Norte (OTAN). En 2010, anunció que todas sus actividades concluirían el 30 de junio de 2011.
La UEO no debe confundirse con la Unión Europea, organización distinta y de creación posterior, a pesar de sus nombres parecidos.

## Historia

### Origen
La UEO fue fundada por el Tratado de Bruselas de Cooperación y Seguridad Colectiva modificado, firmado el 23 de octubre de 1954 en París, entre Francia, el Reino Unido, la República Federal Alemana, Italia, Bélgica, los Países Bajos y Luxemburgo. Esta reactivación del Tratado de Bruselas de 1948 es una de las partes de los acuerdos de París firmados ese día, tras el fracaso de la Comunidad Europea de Defensa.
El objetivo era, en última instancia, construir una Europa más integrada, reforzar el anclaje alemán en el espacio euroatlántico y occidental, dedicando al mismo tiempo un poco más a la dimensión atlántica de la defensa occidental europea puesta bajo el mando de la OTAN (artículo V del tratado)
El Tratado de Bruselas modificado confería a la UEO competencias en los ámbitos económico, social y cultural, pero también y sobre todo en el ámbito de los armamentos y la seguridad colectiva, evitando al mismo tiempo la duplicación con otras organizaciones internacionales como la Organización del Tratado del Atlántico Norte (OTAN), el Consejo de Europa, la Organización Europea para la Cooperación Económica (OECE) y la Comunidad Europea del Carbón y del Acero (CECA).

### Decadencia gradual (1955-1983)

#### Contribuciones a la integración europea
De 1954 a 1973, la UEO fue una de las palancas para la integración de Alemania Occidental (RFA) en el campo occidental y promovió el desarrollo de la cooperación en Europa Occidental, participando en: 
- la reconciliación franco-alemana;
- la solución del problema del Sarre;
- el restablecimiento de la confianza entre los países de Europa occidental, particularmente en términos de control de armamentos;
- consultas entre los seis Estados fundadores de las Comunidades Europeas y el Reino Unido.

#### Pérdida de influencia y letargo
Pero la UEO fue siendo despojada gradualmente, de jure o de facto, de muchas de sus atribuciones. A partir de 1960, fue privada del ejercicio de sus competencias sociales y culturales en beneficio del Consejo de Europa. En el ámbito económico, su papel se desvaneció con la adhesión del Reino Unido a las Comunidades Europeas, efectiva el 1 de enero de 1973.
En el ámbito militar, la Alianza Atlántica es el marco por excelencia para la mayoría de los países europeos para su seguridad colectiva, y la OTAN se beneficia de recursos incomparablemente superiores a los de la UEO, que se encuentra marginada. El debate sobre cuestiones nucleares europeas a iniciativa de la Asamblea de la UEO fracasa por falta de consenso entre las capitales europeas. Las cuestiones nucleares discutidas con Estados Unidos, como la doctrina de la respuesta gradual y la propuesta de fuerza nuclear multilateral (FML), se tratan directamente entre los líderes y dentro de la Alianza Atlántica y no dentro de la UEO.

#### Relanzamiento de la UEO (1984-1998)

##### Surgimiento de una “identidad de defensa europea”
Tras el fracaso del plan italo-alemán Genscher-Colombo (Hans-Dietrich Genscher y Emilio Colombo) de noviembre de 1981 destinado a ampliar los ámbitos de cooperación política europea (CPE) a las cuestiones de seguridad y defensa y en el contexto del resurgimiento de la Guerra Fría y de la crisis de los euromisiles, Bélgica y Francia proponen utilizar la UEO como marco para debatir estas cuestiones.
La “Declaración de Roma”, del 27 de octubre de 1984, marca el proceso de relanzamiento de la UEO. Entre los objetivos formulados se encuentran la definición de una identidad de seguridad europea y la progresiva armonización de las políticas de defensa de los Estados miembros.
En esta perspectiva, los miembros de la UEO adoptaron en La Haya el 27 de octubre de 1987 una “plataforma sobre los intereses europeos en materia de seguridad” que subraya el carácter indivisible de la seguridad de la Alianza (mediante el fortalecimiento de su pilar europeo), pero también, y sobre todo, insiste en la idea de que “la construcción de una Europa integrada quedará incompleta mientras esta construcción no se extienda a la seguridad y la defensa”.·.
Al mismo tiempo, la UEO se amplió para incluir otros dos países, España y Portugal en 1986, ambos también miembros de las Comunidades Europeas y de la OTAN.

#### La UEO, parte integral de la política de defensa de la Unión Europea
Firmado el 7 de febrero de 1992, el Tratado de Maastricht fundó la Unión Europea. Establece la Política Exterior y de Seguridad Común (PESC). El artículo J.4 del Tratado establece que “La Unión solicita a la UEO, que es parte integrante del desarrollo de la Unión Europea, que desarrolle y aplique decisiones y acciones de la Unión que tengan implicaciones en el ámbito de la defensa”.
Tras la decisión de dotar a la UEO de capacidad operativa, la Declaración de Petersberg de junio de 1992 definió los tipos de misiones que la UEO estaba autorizada a emprender en el ámbito de la gestión de crisis10:
- misiones humanitarias o evacuación de nacionales;
- misiones de mantenimiento de la paz;
- misiones de fuerzas de combate para la gestión de crisis, incluidas operaciones de establecimiento de la paz.

Tras los cambios ocurridos en Europa Central y del Este con el fin de la Guerra Fría, el Consejo de la UEO, reunido en Kirchberg en 1994, invitó a los países de Europa Central que han firmado un acuerdo con la Unión Europea a convertirse en socios asociados de la UEO.
En la Cumbre de la OTAN celebrada en Bruselas en 1994, la OTAN apoyó el desarrollo de la "Identidad Europea de Seguridad y Defensa" (ESDI) y declaró su disposición a utilizar los medios y capacidades de la Alianza, allanando el camino para una evolución significativa. fortalecimiento de las capacidades de la UEO. En 1996, los Ministros de Asuntos Exteriores y de Defensa de la OTAN aprobaron el concepto de "fuerzas de tarea conjuntas multinacionales" (CJTF) y el desarrollo de acuerdos de mando multinacionales europeos para operaciones dirigidas por la UEO.
Firmado el 2 de octubre de 1997, el Tratado de Amsterdam confirma el papel de la UEO como brazo operativo de la política de defensa de la Unión Europea. Se reescribe el título V (artículo 1, apartado 10 del tratado) para reforzar el aspecto de seguridad y defensa de la PESC: incluye en particular las “misiones Petersberg” en el tratado, prevé la posible integración de la UEO en la Unión, y crea la función de Alto Representante de la PESC.

#### Operaciones realizadas por la UEO
Tras la decisión de desarrollar sus capacidades operativas, la UEO participó en operaciones navales limitadas de remoción de minas en el Estrecho de Ormuz (1987/1988) y en control marítimo en el contexto de la Guerra del Golfo (1990/1991), pero sobre todo en la UEO. llevó a cabo varias operaciones, entre 1992 y 2001, vinculadas a crisis y conflictos en los Balcanes:
- Operación naval conjunta Sharp Guard con la OTAN en el Mar Adriático (junio de 1993/octubre de 1996);
- Operación policial y aduanera con la Organización para la Seguridad y la Cooperación en Europa (OSCE) en el Danubio (junio de 1993/octubre de 1996);
- Envío de un contingente policial a Mostar, en Bosnia-Herzegovina (julio de 1994/octubre de 1996);
- Misión policial de asesoramiento del MAPE en Albania (mayo de 1997/mayo de 200);
- Misión WEUDAM de asistencia para la remoción de minas en Croacia (mayo de 1999/noviembre de 2001);
- Misión General de Vigilancia de la Seguridad en Kosovo (noviembre de 1998/julio de 1999).

#### Transferencia de actividades a la Unión Europea (1998-2001)
En los años 1990, la UEO fue el “brazo armado” de la Unión Europea, pero las crisis de los años 1990 demostraron la insuficiencia de los modos de acción y los recursos de la UEO. Estos hallazgos llevan a los europeos a pensar y crear un nuevo instrumento, la Política Europea de Seguridad y Defensa (PESD), cuyo objetivo principal es la gestión general de las crisis fuera del territorio de la UE.

### Disolución
La Unión Europea, con competencias en seguridad y defensa gracias a su segundo pilar, acabó absorbiendo la UEO.
El 31 de marzo de 2010, la UEO anunció su disolución tras la entrada en vigor del Tratado de Lisboa y el desarrollo de la política de defensa en la Unión Europea. Sus actividades concluyeron el 30 de junio de 2011.

## Organización
La UEO estaba compuesta por el Consejo de la UEO (el Consejo) y la Asamblea de la UEO (la Asamblea). Su Secretario General era, con carácter nato, el Alto Representante para Asuntos Exteriores y Seguridad de la Unión Europea.

### Consejo
La UEO era dirigida por un Consejo de Ministros, con la asistencia de un Consejo de Representantes Permanentes a nivel de embajadores. Los aspectos sociales y culturales del Tratado de Bruselas fueron entregados al Consejo de Europa para evitar la duplicación de responsabilidades dentro de Europa.

### Asamblea
Una Asamblea Parlamentaria (compuesta por las delegaciones de los Estados miembros de la Asamblea Parlamentaria del Consejo de Europa) supervisaba el trabajo del Consejo, pero no tenía obligación alguna en este. La Asamblea de la UEO era una institución consultiva.

## Estado actual
Originalmente, en el marco del Tratado de Ámsterdam, a la UEO se le dio un papel integral para dotar a la UE de una capacidad de defensa, pero esa situación fue cambiando. El 13 de noviembre de 2000, el Consejo de Ministros de la UEO se reunió en Marsella y acordaron iniciar la transferencia de las competencias a la Unión Europea, en virtud del desarrollo de la política exterior y de seguridad común (PESC) y la política europea de seguridad y defensa (PESD).
Algunos de los pasos hacia la fusión de la UEO en la UE:
- El 20 de noviembre de 1999, Javier Solana, el Alto Representante para la Política Exterior y de Seguridad Común (PESC) de la UE, también fue nombrado Secretario General de la UEO. Siendo jefe de ambas organizaciones le permitía supervisar la continua transferencia de funciones de la UEO a la UE.
- Las tareas Petersberg, establecidas por la UEO en 1992 se incorporaron en 1997 en el Tratado de Ámsterdam de la UE, que forman la base de la Política Europea de Seguridad y Política de Defensa que los marcos de una política común para hacer frente a alas tareas humanitarias y de rescate, de mantenimiento de la paz y las tareas de las fuerzas de combate en la gestión de crisis, incluida la paz.
- el Instituto de Estudios de Seguridad de la Unión Europea y el Centro de Satélites de la Unión Europea (Satcen),[18] ambos establecidos para funcionar en el marco del pilar de la PESC de la UE, reemplazan a los organismos de la UEO análogos, el Instituto de Estudios de Seguridad de la Unión Europea Occidental y el Centro Occidental de Satélites de la Unión.

## Estados miembros
La Unión Europea Occidental tenía 10 países miembros, 6 miembros asociados, 5 países observadores y 7 países socios. El 14 de junio de 2001, Javier Solana afirmó que no había ningún motivo para cambiar la situación de los países no miembros de la organización.
Países miembros: (modificación del tratado de Bruselas - 1954)
Países con pleno derecho de voto, miembros de la OTAN y de la Unión Europea.
- Francia
- Reino Unido
- Bélgica
- Países Bajos
- Luxemburgo
- Alemania (1954, como República Federal de Alemania)
- Italia (1954)
- Portugal (27 de marzo de 1990)
- España (27 de marzo de 1990)
- Grecia (1995)

Asociados: (Roma - 1992)
Países miembros de la OTAN pero no de la Unión Europea.
- Turquía
- Noruega
- Islandia
- Polonia (1999)- Miembro de la UE desde mayo de 2004
- República Checa (1999)- Miembro de la UE desde mayo de 2004
- Hungría (1999)- Miembro de la UE desde mayo de 2004

Observadores: (Roma - 1992)
Países miembros de la Unión Europea pero no de la OTAN. Dinamarca es una excepción, siendo miembro de ambas.
- Dinamarca
- Irlanda
- Austria (1995)
- Suecia (1995)
- Finlandia (1995)

Países de entrada reciente - 2004 y 2007.
Miembros de la Unión Europea y de la OTAN.
- Estonia 1 de mayo de 2004
- Letonia 1 de mayo de 2004
- Lituania 1 de mayo de 2004
- Eslovaquia 1 de mayo de 2004
- Eslovenia 1 de mayo de 2004
- Bulgaria 1 de enero de 2007
- Rumania 1 de enero de 2007

## Misiones
La UEO desplegó las siguientes misiones, principalmente en los Balcanes:
- 1987–1988: Operation Cleansweep: Una operación de barrido de minas en el Estrecho de Ormuz
- Junio de 1993 a octubre de 1996: Operación Sharp Guard: Una operación naval conjunta con la OTAN en el Mar Adriático
- Junio de 1993 a octubre de 1996: Una operación policial y aduanera con la Organización para la Seguridad y la Cooperación en Europa (OSCE) en el Danubio
- Julio de 1994 a octubre de 1996: Un contingente policial en Mostar, Bosnia-Herzegovina
- Mayo de 1997 a mayo de 2001: Un Elemento de Policía Consultiva Multinacional (MAPE) en Albania
- Mayo de 1999 a noviembre de 2001: Una Misión de asistencia para la remoción de minas (WEUDAM) a Croacia
- Noviembre de 1998 a julio de 1999: una misión de vigilancia de seguridad general en Kosovo

## Actividades no militares
La UEO inicialmente tenía estructuras y actividades culturales y sociales (no militares), pero éstas fueron transferidas al Consejo de Europa en 1960.